# 's-Gravenland (Capelle aan den IJssel)
 's-Gravenland is een woonwijk in het westen van Capelle aan den IJssel, in de Nederlandse provincie Zuid-Holland. De woonwijk grenst aan de wijken Middelwatering, Capelle-West, Fascinatio en aan de Rotterdamse wijken Kralingseveer en Prinsenland. De wijk ligt aan de Abram van Rijckelvorselweg, de Algeraweg en de rivier de Hollandse IJssel. Het vlakbijgelegen metrostation Capelsebrug is een knooppunt voor metro's en bussen en ligt op loopafstand van de wijk (er rijden tevens bussen naar het metrostation). In 1991 is men gestart met de bouw van deze wijk.

## Uiterlijk van de wijk
De wijk is vriendelijk voor kinderen; er zijn diverse speelplaatsen. Ook is er veel groen te vinden in de wijk en een overzichtelijk winkelcentrum.
's-Gravenland staat in het teken van muziek. Naast dat de straten zijn vernoemd naar componisten uit zich dit ook in de bruggen over de sloten en de rotondes in de wijk. Zo is er een brug in de vorm van een piano, van een gitaar en van een blokfluit. De rotondes zijn gekenmerkt met een muziekinstrument, zoals een harp, gitaar of trompet.